# Sun Dongmei
Sun Dongmei (chiń. 孫冬梅; ur. 10 sierpnia 1983) – chińska zapaśniczka. Olimpijka z Aten 2004, gdzie zajęła piąte miejsce w kategorii 55 kg.
Trzykrotna uczestniczka mistrzostw świata, czwarta w 2003. Piąta na igrzyskach azjatyckich w 2002. Zdobyła złoty medal na mistrzostwach Azji w 2001. Druga w Pucharze Świata w 2001; trzecia w 2007 i czwarta w 2004. Uniwersytecka wicemistrzyni świata w 2002 roku.